# Fay Moulton
R. Fay Moulton (Marion, 7 de abril de 1876 - Kansas City, 19 de febrero de 1945) fue un atleta estadounidense especializado en la velocidad.
Ganó la medalla de bronce en los 60 metros planos en los Juegos Olímpicos de San Luis 1904. Dos años más tarde, en 1906, ganó la medalla de plata en los Juegos Olímpicos en los 100 metros pisos intermedios.